# ERKE
ERKE est un équipementier sportif chinois, partenaire de plusieurs comités nationaux olympiques et de joueurs professionnels de tennis. L'entreprise a acquis une certaine notoriété en 2010, puisqu'elle habille l'équipe nord-coréenne de football qui participe à la phase finale de la Coupe du monde 2010 en Afrique du Sud.
ERKE a également sponsorisé divers événements sportifs tels que les Masters de tennis féminin 2012, le tournoi Master 1000 de Shanghai 2012 et l'Open du Qatar de tennis de table.

## Multi-sports

### Comités nationaux olympiques
- Afrique du Sud
- Iran
- Ouzbékistan

## Football

### Équipes nationales
- Équipe d'Afrique du Sud de football olympique

### Équipes de club
- Gombak United Football Club (en)

## Tennis

### Joueurs professionnels
- Philipp Petzschner
- Yanina Wickmayer
- Benjamin Becker
- Tommy Robredo
- Mischa Zverev
- Vania King
- Andreas Beck

### Équipes deFed Cup
- Équipe d'Allemagne de Fed Cup